# Proevippa schreineri
Proevippa schreineri là một loài nhện trong họ Lycosidae.
Loài này thuộc chi Proevippa. Proevippa schreineri được William Frederick Purcell miêu tả năm 1903.